# Suzanne Vega (альбом)
Suzanne Vega — первый студийный альбом американской фолк-певицы Сюзанны Веги, выпущенный в мае 1985 года. Он получил положительные отзывы музыкальной критики в США и достиг платинового статуса в Великобритании, пробыв три года (1985—1987) в английском чарте.
Общемировой тираж альбома достиг 2 млн копий.
В 1989 году журнал Rolling Stone включил альбом Suzanne Vega под номером 80 в свой список «Лучших альбомом 80-х годов» («100 Best Albums of the Eighties»). Диск также упомянут в книге 1001 Альбом, которые надо послушать, прежде чем умереть (1001 Albums You Must Hear Before You Die).

## Отзывы
Spin пишет: «Вега может быть немного претенциозной, но какой автор-исполнитель, достойный черта, не делает этого? Это цена, которую вы платите за риск. Сюзанна Вега — это лестное и очень содержательное представление».

## Список композиций
Все песни написаны самой певицей Сюзанной Вегой. Музыкальное видео к песне «Marlene on the Wall» стало популярным и получило ротации на каналах MTV и VH1.
1. «Cracking» — 2:49
2. «Freeze Tag» — 2:36
3. «Marlene on the Wall» — 3:40
4. «Small Blue Thing» — 3:54
5. «Straight Lines» — 3:49
6. «Undertow» — 3:26
7. «Some Journey» — 3:38
8. «The Queen and the Soldier» — 4:48
9. «Knight Moves» — 3:36
10. «Neighborhood Girls» — 3:21

## Участники записи
- Сюзанна Вега — вокал (1-10), акустическая гитара (1-10)
- Steve Addabbo — бэк-вокал (4, 5, 7), гитара-synclavier (6), 12-струнная акустическая гитара (8), электрогитара (10)
- Darol Anger — электроскрипка (7)
- Frank Christian — акустическая гитара (2, 9), электрогитара (10)
- Paul Dugan — бас-гитара (1, 4, 6, 8, 9), vertical bass (2)
- Sue Evans — ударные (3, 5, 6, 10), перкуссия (4, 10)
- Jon Gordon — электрогитара (1-7)
- Peter Gordon — струнная аранжировка (6)
- Frank Gravis — бас-гитара (3, 5, 10)
- Shem Guibbory — скрипка (6)
- Mark Isham — синтезатор (7)
- John Mahoney — цифровой программируемый синтезатор (synclavier) (6)
- Maxine Neuman — виолончель (6)
- C.P. Roth — синтезатор (1-5, 9), фортепиано (8), орган (8)
- Roger Squitero — перкуссия (7)

## Чарты
| Чарт (1985—1986)                        | Высшая позиция |
| --------------------------------------- | -------------- |
| Австралия (Kent Music Report)           | 23             |
| Нидерланды (Album Top 100)              | 11             |
| Европа (European Albums (Music & Media) | 61             |
| Финляндия (Suomen virallinen lista)     | 34             |
| Германия (Offizielle Top 100)           | 54             |
| Новая Зеландия (RMNZ)                   | 9              |
| Швеция (Sverigetopplistan)              | 42             |
| Великобритания (UK Albums Chart)        | 11             |
| США (Billboard 200)                     | 91             |

| Чарт (1985)                | Позиция |
| -------------------------- | ------- |
| Нидерланды (Album Top 100) | 98      |

| Чарт (1986)                             | Позиция |
| --------------------------------------- | ------- |
| Австралия (Kent Music Report)           | 52      |
| Европа (European Albums, Music & Media) | 76      |
| Новая Зеландия (RMNZ)                   | 44      |
| Великобритания (UK Albums, Gallup)      | 46      |

## Синглы
| Год  | Сингл                 | Чарт             | Высшая позиция |
| ---- | --------------------- | ---------------- | -------------- |
| 1985 | «Marlene on the Wall» | UK Singles Chart | 83             |
| 1986 | «Small Blue Thing»    | UK Singles Chart | 65             |